# John Freitag
John W. Freitag, ameriški veslač, * 3. maj 1877, † 20. oktober 1932, St. Louis, Missouri.
Freitag je za ZDA nastopil na Poletnih olimpijskih igrah 1904 v St. Louisu, kjer je nastopal v disciplini četverec brez krmarja in osvojil bronasto medaljo.